# Handbol

Logotip olímpic de l'handbol.

L'handbol (IPA: [əmˈbɔɫ]) és un esport de conjunt que es practica amb les mans entre dos equips. L'objectiu és introduir la pilota a la porteria contrària i evitar que l'introdueixin a la porteria del teu equip. Per aconseguir-ho s'utilitzen passades i, en general, jugades, que acaben amb un llançament.
L'handbol de set és el que es juga habitualment en l'actualitat, i és esport olímpic des de l'any 1972. Juguen a cada equip sis jugadors de camp i un porter. Se sol practicar en un pavelló esportiu tancat i es caracteritza pel joc ràpid i l'elevat nombre de gols que es marquen (normalment més de 20 gols cada equip). L'espai de l'àrea està reservat per al porter. Cap jugador de camp hi pot entrar de forma intencionada o per obtenir avantatge.
També existeix una modalitat d'handbol d'onze, que fou esport olímpic de demostració l'any 1952, però no és gaire popular en l'actualitat.

## Regles bàsiques i estil de joc
Les regles de l'handbol d'onze s'estandarditzaren el 1926 i foren la base per reglamentar l'handbol de set. Aquestes regles solen ser modificades intentant millorar-les cada quatre anys, l'any olímpic.
L'handbol es juga amb una pilota esfèrica i els únics jugadors que la poden tocar amb els peus són els porters. Es pot avançar amb la pilota a les mans fins a un màxim de tres passos. A partir d'aquest moment el jugador disposa de 3 segons per a llançar, passar la pilota o fer-la botar. Si es fa botar la pilota, només amb una mà per cada bot, es pot continuar en moviment fins que es deixi de fer botar. A partir d'aquest moment es poden donar tres passes més i obligatòriament s'ha de llançar o passar abans de vuit segons, ja que no està permès a un jugador fer botar de nou la pilota sense que hagi tocat un altre jugador o la porteria.
En un atac típic, els jugadors porten la pilota fins a la línia de 9 metres mitjançant les passades als companys i el bot de la pilota, i aleshores intenten batre al porter. Els defensors intenten recuperar el control de la pilota interceptant les passades o bloquejant els tirs amb els braços i les mans; tot i així, i a diferència d'altres esports, el contacte físic entre jugadors és molt continuat. El joc a l'handbol flueix lliurement, parant-se només quan la pilota surt del terreny de joc o quan l'àrbitre decideix que s'ha de parar. Després de cada pausa, es reinicia el joc amb una jugada específica. Si l'equip atacant no demostra una actitud ofensiva, se li xiularà 'joc passiu' i se li donarà la pilota a l'equip que defensava. No hi ha un temps definit per a xiular 'joc passiu' així que sol haver-hi controvèrsia, ja que el criteri arbitral, en aquest cas, fa molt.
A diferència d'altres esports, a l'handbol les regles especifiquen la posició de cada jugador. S'identifiquen 4 categories principals: els extrems, que tenen com a funció obrir la defensa al màxim; els laterals i centrals, que s'encarreguen de defensar la zona central de l'àrea i de pujar la pilota als atacs; i els pivots que tenen com a objectiu defensar el pivot contrari i en atac obrir espais a la zona central de la defensa. Aquests són els jugadors de camp, per diferenciar-los del porter. A la vegada, algunes d'aquestes posicions se subdivideixen en els costats del camp en què juguen. Així, per exemple poden existir laterals drets o esquerres i extrems drets o esquerres. Encara que els jugadors acostumen a mantenir-se durant la majoria de l'estona en una posició, hi ha poques restriccions respecte del seu moviment en el camp.

### Posicions dels jugadors

Posicions en una defensa 5-1

Posicions en una defensa 6-0

#### Porter
- El porter d'handbol és l'únic jugador, que dins l'àrea de 6 metres, pot fer les passes que ell vulgui amb la pilota a les mans, sense necessitat de botar-la. També és l'únic que pot tocar la pilota amb les cames, els altres jugadors ho tenen totalment prohibit, encara que només per parar llançaments. No pot xutar-la ni fer passades amb les cames o els peus. Fora de l'àrea es regeix per la mateixes regles que la resta de jugadors. Normalment, vesteixen coquillera (protecció pels genitals), pantalons i jersei de mànigues llargues, per protegir-se dels llançaments.[5]

#### Extrem
- Els extrems se situen al costat exterior dels laterals. Solen ser jugadors ràpids, àgils, lleugers i amb gran capacitat per saltar. Aprofiten al màxim l'amplada del camp per obrir les defenses i crear forats. Comencen les jugades d'atac estàtic des de la seva posició. Poden convertir-se en una font constant de gols quan es juga contra defenses obertes (com el 3-2-1).

#### Lateral
- Els laterals se situen al costat exterior del central. Solen ser jugadors alts i corpulents amb un llançament potent. S'utilitzen per trencar defenses tancades amb llançaments des de 9 metres. Donen força joc i solen fer assistències als extrems i als pivots, i també poden donar assistències als altres laterals.

#### Central
- El central és l'eix de l'equip. Ell mana en atac i defensa: marca les jugades, col·loca als jugadors i indica on s'han de començar els atacs estàtics. A més, sol tenir una gran capacitat tàctica, tècnica i és ràpid de reflexos.

#### Pivot
- El pivot és l'encarregat d'internar-se en la muralla defensiva i obrir forats allà on sigui possible. Són jugadors robustos, que van bé en el cos a cos. Els seus bloquejos poden deixar via lliure als laterals, però també es converteixen en golejadors quan reben una bona passada i es giren amb velocitat cap a la porteria.[6]

### Formació
L'esquema dels jugadors al terreny de joc s'anomena la formació, i és, com la tàctica, treball de l'entrenador.
Les formacions més utilitzades en defensa són el 6-0, quan tots els jugadors es concentren entre les línies de 6 i 9 metres per formar un mur defensiu; el 5-1, quan un dels jugadors, que s'anomena avançat, passa la línia de 9 metres per marcar al central i tractar d'interceptar passades, mentre que els altres jugadors formen una línia de cinc per darrere seu; i el menys comú 4-2 quan dos defensors s'avancen. Els equips més ràpids també utilitzen la formació 3-3, també coneguda com a 3-2-1, que sembla més una defensa individual. Les formacions varien molt d'un país a un altre i reflecteixen l'estil de joc propi. La 6-0 es coneix com a "defensa dura", i les altres formacions es coneixen com a "defensa ofensiva".

## Història

### Antiguitat

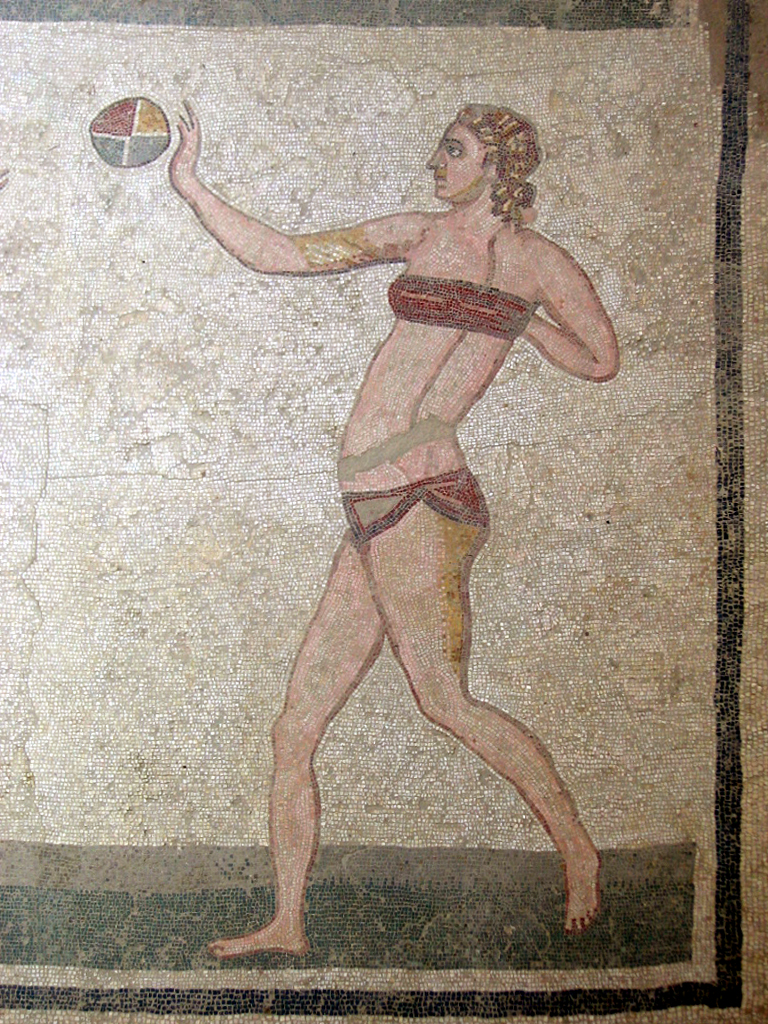
Harpastum, l'handbol practicat pels romans. Mosaic a la Vil·la romana del Casale.

Per establir els orígens de l'handbol, els investigadors tracten de buscar similituds i punts de contacte amb els jocs propis dels grecs i dels romans. Ningú no dubta, però, que l'agilitat de l'ésser humà amb les seves mans hagués pogut fer que s'utilitzessin en jocs ja en les primeres civilitzacions. Hi ha acord general que l'handbol, tal com s'entén actualment, és un esport realment molt jove, del primer quart del segle xx.
En tot cas, també és cert que a l'Antiga Grècia existí el "joc d'urània". En aquest joc s'utilitzava una pilota de la mida d'una poma, que s'havia de mantenir a l'aire sense que caigués. En un dels llibres fonamentals de la literatura clàssica, l'Odissea, Homer parla d'aquest joc i explica com dos dels seus protagonistes llançaven la pilota a l'aire cap als núvols i l'agafaven saltant, abans que els seus peus tornessin a tocar el terra. Algunes escenes d'aquest tipus de diversió foren trobades a la muralla d'Atenes el 1926.
Posteriorment, també entre els romans el metge Galé de Pèrgam havia aconsellat als malalts la pràctica del Harpaston, una modalitat que es jugava amb una pilota i les mans. Això es produïa cap a l'any 150 aC. Molt més endavant, ja a l'edat mitjana, el trobador Walther von der Vogelweide descrigué també el "joc de la pilota", que consistia a agafar la pilota al vol d'una manera similar a com es passen la pilota actualment els jugadors d'handbol. Era practicat principalment a la cort i els trobadors el batejaren amb el nom de "Primer joc d'estiu". De totes maneres, era una pràctica esportiva no estructurada, sense cap mena de reglament ni de normes.

### Segle XX
L'handbol s'ha desenvolupat a partir d'una sèrie de jocs similars, que estigueren en vigor al començament del segle xx. Aquest tipus de jocs es començaren a practicar al centre i nord d'Europa, el 1926 es va establir el Reglament Internacional d'Handbol. El 1928 es fundà la Federació Internacional Amateur d'Handbol per 11 països durant els Jocs Olímpics d'Estiu de 1928. Aquest organisme es convertí més tard en l'actual Federació Internacional d'Handbol (IHF).
A la primera part del segle xx, l'handbol fou jugat a l'estil d'onze contra onze, que es practicava a l'aire lliure als camps de futbol i, de fet, aquesta versió encara la practiquen veterans a països com Àustria i Alemanya.
A mesura que la popularitat de l'handbol puja a tot Europa, en el nord comencen a estudiar-se noves modificacions, per afrontar el clima fred. La necessitat de practicar l'handbol a l'interior es va fer evident. En la nova modalitat interior, el joc es va fer més ràpid i vistós, i això va ajudar que la resta d'Europa comencés a practicar-lo.
El 1954 la Federació Internacional d'Handbol (IHF) organitzà el primer Campionat del món masculí, i Suècia en fou l'equip guanyador. Tres anys més tard Txecoslovàquia guanyà el primer Campionat del món femení. Els països escandinaus, Alemanya i la Unió Soviètica foren les potències del món d'handbol. Això ha anat canviant la darrera dècada, ja que la popularitat d'aquest esport ha augmentat als països del sud i de l'Europa occidental, així com al llunyà Orient.
L'handbol interior i a l'aire lliure van tenir la mateixa popularitat fins a la fi de la dècada del 1960. El 1965, el Comitè Olímpic Internacional aprovà la modalitat d'interior perquè es practiqués als Jocs Olímpics i amb el nom d'«Handbol», que ara es refereix exclusivament a l'handbol de 7. La primera participació en categoria masculina fou als Jocs Olímpics d'Estiu de 1972 i en la categoria femenina als Jocs Olímpics d'Estiu de 1976.

### Actualitat
L'handbol encara no ha aconseguit guanyar popularitat al món de parla anglesa, però tot i així es practica en zones d'Amèrica, Canadà, Austràlia, Gran Bretanya i Irlanda. Els equips d'aquests països competeixen regularment als campionats mundials i als jocs olímpics, però encara no aconsegueixen entrar al rànquing dels millors estats del món.
La primera població dels Països Catalans on es va practicar l'handbol va ser Granollers, on un cop l'any s'hi fa la Granollers Cup, un torneig internacional d'handbol, amb participació fins a la categoria Júnior.

## Reglament

### Camp de joc

Dimensions d'una pista d'handbol.

El terreny de joc és un rectangle de 40 metres de llarg per 20 d'ample, dividit en dues meitats quadrades on podem trobar-hi una àrea de porteria a cadascuna.
La porteria està situada al centre de cada línia exterior de porteria. Va fortament subjectada a terra o a la paret que tingui darrere per seguretat. Mesura 2 m d'altura per 3 m d'ample, pintada a dos colors amb franges de 20 cm. L'amplada dels pals és de 8 cm, la mateixa amplada que la línia de gol. Aquesta porteria es troba en una àrea traçada a partir de dos quarts de cercle amb centre a cadascun dels pals i un radi de 6 metres, units per una línia paral·lela a la línia de gol.
Totes les línies del camp formen part de la superfície que limiten i mesuren 5 cm d'ample excepte en el cas esmentat de la línia de gol.
La línia de cop franc és una línia discontínua; es marca 3 metres més enllà de la línia de l'àrea. Tant els segments de la línia com els espais entre ells mesuren 15 cm. La línia de 7 metres és d'un metre de llarg i està pintada directament davant la porteria. És paral·lela a la línia de gol i se'n situa a una distància de 7 m. La línia de limitació del porter (utilitzada només en els penals) és de 15 cm de longitud i es traça directament davant la porteria i se'n situa a una distància de 4 metres.
La línia de canvis (un segment de la línia lateral) per cada equip va des de la línia central fins a un punt que se'n allunya 4,5 metres. Aquest punt final de la línia de canvi està delimitat per una línia que és paral·lela a la línia central, i sobresurt 15 cm cap endins i cap a fora del camp.

### Pilota
Es juga amb una pilota de cuir o de material sintètic. S'utilitzen 3 mides:
| Tipus | Categoria                                          | Longitud de circumferència (en cm) | Pes (en grams) |
| ----- | -------------------------------------------------- | ---------------------------------- | -------------- |
| I     | Homes de 8 a 12 anys i dones de 8 a 14 anys        | 50-52                              | 290-330        |
| II    | Dones majors de 14 anys i homes entre 12 i 16 anys | 54-56                              | 325-375        |
| III   | Juvenil-Sènior (+16 anys)                          | 58-60                              | 425-475        |

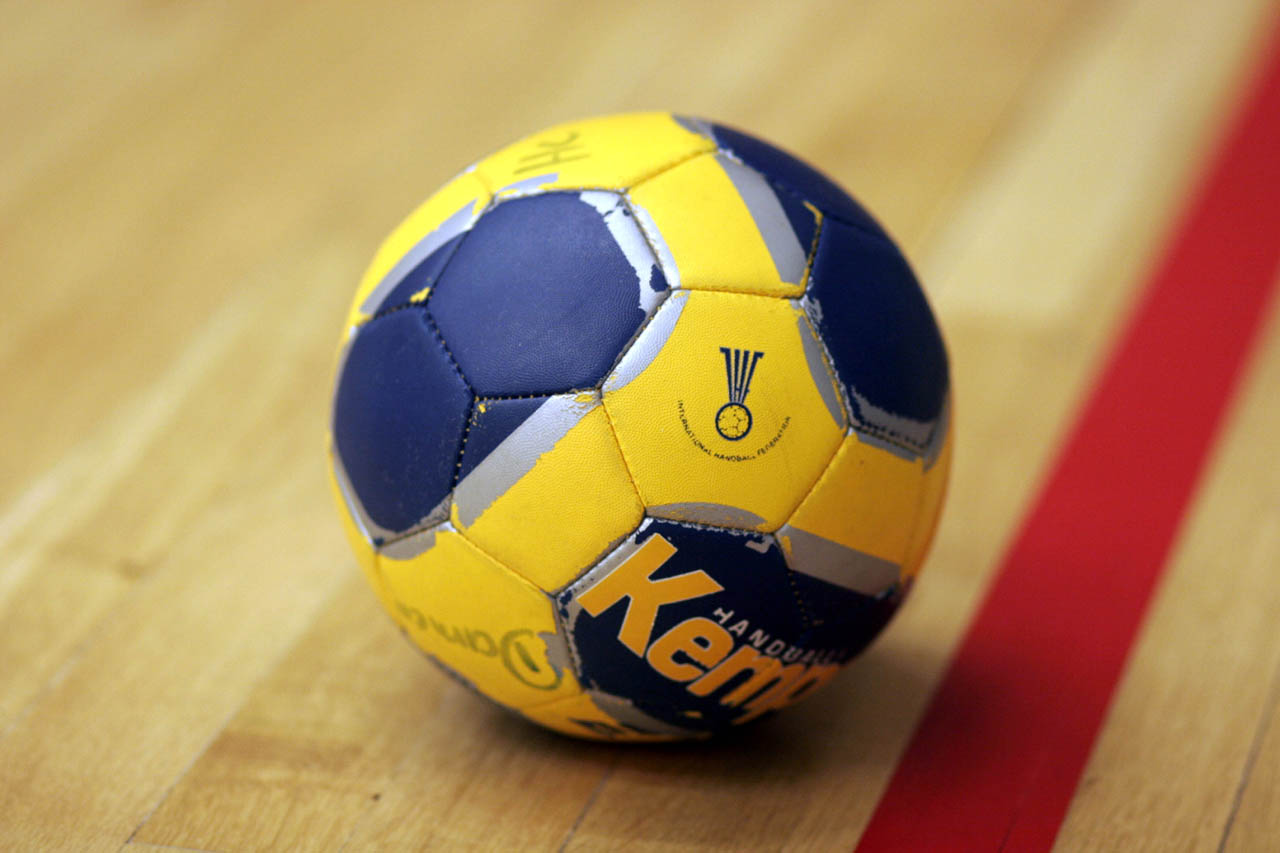
Pilota d'handbol.

La mida i el pes de les pilotes de mini-handbol (per nens menors de 8 anys) no estan fixades al reglament de l'IHF. La mida no oficial de la pilota és de 48 cm.
Sovint, la pilota s'impregna amb resina sintètica. Això ajuda a agafar la pilota amb una mà i així disminuir el risc que la pilota rellisqui. Ara bé, la pilota queda bruta i el terra pot quedar enganxifós.

### Començament del partit
Abans de començar el partit, els 2 equips han de firmar la fitxa de jugadors, declarant així estar en condicions legals de poder jugar el partit.
Es fa una entrada comuna, des de la meitat del camps fins al centre, cada equip a un costat de la línia central, i així es presenten al públic. Se saluden els jugadors, als àrbitres i es fa el sorteig que consisteix a escollir a l'atzar una mà de l'àrbitre on hi ha una moneda o el seu xiulet. El guanyador pot escollir entre fer la sacada inicial o demanar la porteria que desitja defensar a la primera part.
Els jugadors es posicionen, l'àrbitre fa una senya a la taula de control per centrar l'atenció i així es pot donar l'ordre d'iniciar el partit.

### Durada i resultat
En aquest esport guanya el partit aquell equip que aconsegueix marcar més gols en el temps que l'àrbitre consideri necessari, uns 30 minuts per part en la categoria sènior. També pot donar-se el cas que els dos equips marquin la mateixa quantitat de gols, llavors hi haurà un empat.
En cada part l'entrenador té dret a demanar un minut de temps mort, i aquest s'assignarà quan l'equip que el demana tingui la possessió de la pilota. La pausa de la mitja part dura aproximadament un quart d'hora.
En algunes competicions no es pot empatar cap partit, i per això es juga un període de pròrroga (2 parts de 5 minuts amb 1 minut de descans entre elles). Si al final d'aquest període de pròrroga el partit segueix empatat, es jugarà un altre període exactament igual. Si el partit encara segueix empatat, es jugaran sèries de penals fins que es pugui donar un guanyador.

### Sancions

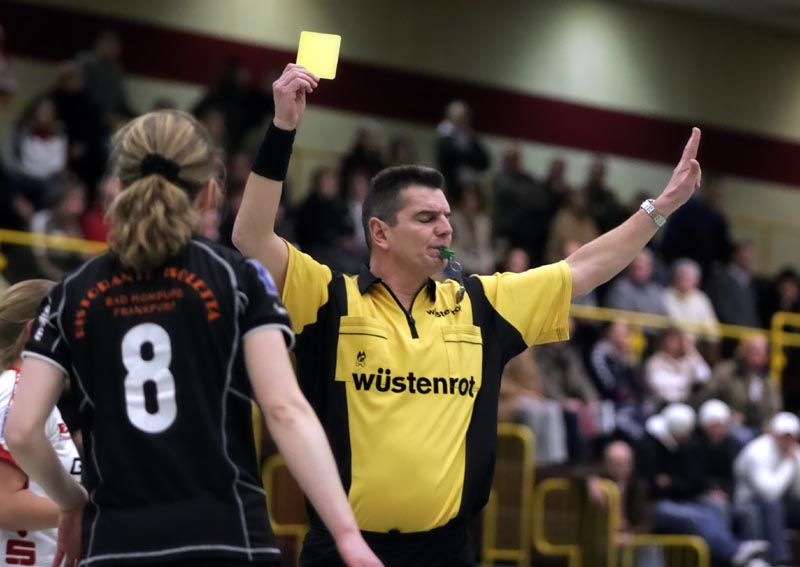
Amonestació.

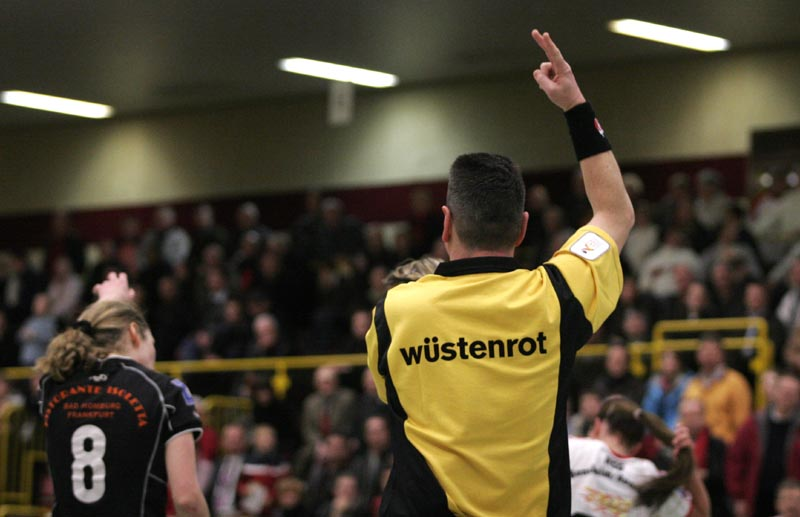
Exclusió.

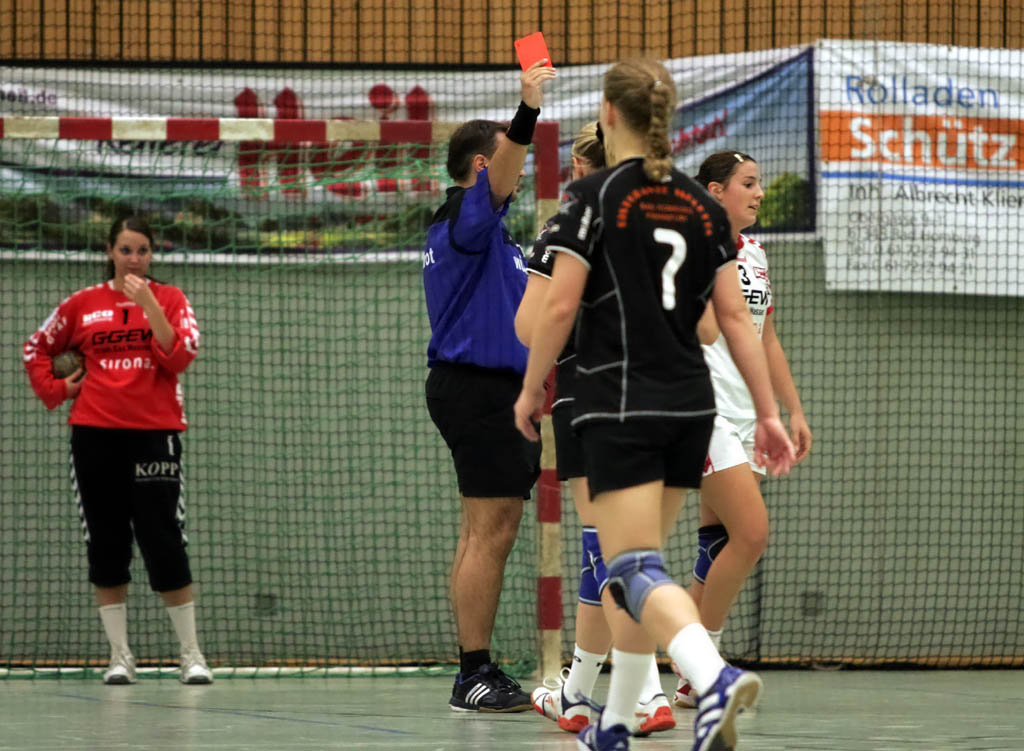
Expulsió.

En aquest esport està permès el contacte frontal, és a dir, pit contra pit, utilitzant les mans amb els braços semiflexionats, sense agafar el contrari, per obstruir l'atac de l'equip rival, però no estan permeses les empentes o contactes no frontals. Aquestes faltes se sancionen amb un cop franc, excepte les que són una clara ocasió de gol, que se sancionen amb un llançament de 7 metres. A més, pel cas de produir-se faltes reiterades o antiesportives també existeixen altres tipus d'amonestacions, que són: l'amonestació, l'exclusió, la desqualificació i l'expulsió.

#### Amonestació
Només la pot rebre una vegada cada jugador (amb un màxim de 3 per equip) i la rebrà quan mostri una conducta inadequada, s'excedeixi amb el contacte a l'oponent o tingui un comportament antiesportiu.
Per a l'amonestació, l'àrbitre ha d'ensenyar una targeta groga de manera que la vegi el jugador, l'anotador i el públic.

#### Exclusió
El jugador exclòs no pot jugar durant dos minuts i el seu lloc queda buit fins que torna al terreny de joc. Si un jugador és exclòs 3 vegades en un partit, ha de ser desqualificat. L'àrbitre l'utilitza en cas d'infraccions reiterades, repetició de comportament antiesportiu o quan el jugador no deixi la pilota a terra després que s'hagi xiulat una falta en contra del mateix equip.
Per excloure, l'àrbitre aixeca el puny tancat amb els dits índex i cor aixecats.

#### Expulsió
El jugador ha de deixar el camp i no pot tornar a entrar durant aquest partit. El seu equip ha de jugar amb una persona menys durant dos minuts i llavors substituir el jugador. També pot ser expulsat un component de la banqueta, sigui suplent o entrenador, i s'ha de complir igualment la sortida d'un jugador del camp durant dos minuts. Un jugador és expulsat quan comet una infracció molt greu contra el rival, la seva actitud antiesportiva continua, acumula 3 exclusions, comet alguna agressió o entra al terreny de joc quan no hi ha d'estar.
L'expulsió és xiulada per l'àrbitre mostrant una targeta vermella al jugador.
La targeta blava mostrada (des de l'1 de juliol de 2016) representa la desqualificació i informe escrit per part de l'àrbitre amb possibilitats de suspensió en propers partits impossada per la corresponent Federació.

#### Desqualificació
Aquest tipus de penalització és la que s'utilitza menys, només quan es produeix una agressió manifesta al terreny de joc. El jugador desqualificat ha d'abandonar el camp i la banqueta, i al cap de dos minuts el seu lloc l'ocupa un company d'equip.
Per assenyalar-la l'àrbitre creua els braços sobre el pit.
Un nou matís del reglament permet expulsar un jugador en cas de sabotatge a l'últim minut del partit, encara que només en condicions de resultat igualat i en què el jugador eviti una última possibilitat de gol o evita que s'executi una sacada o llançament en els últims instants. En aquests casos també se sancionarà amb desqualificació directa.

## Organismes rectors
L'handbol és dirigit a nivell internacional per la Federació Internacional d'Handbol, també coneguda per IHF, l'acrònim del seu nom en anglès. Té la seu a Basilea, Suïssa.
A causa del creixement constant de l'IHF, s'han creat durant la història cinc federacions regionals, amb objectius similars als de l'IHF. Aquestes federacions són les encarregades de coordinar tots els aspectes de l'esport a cada regió.

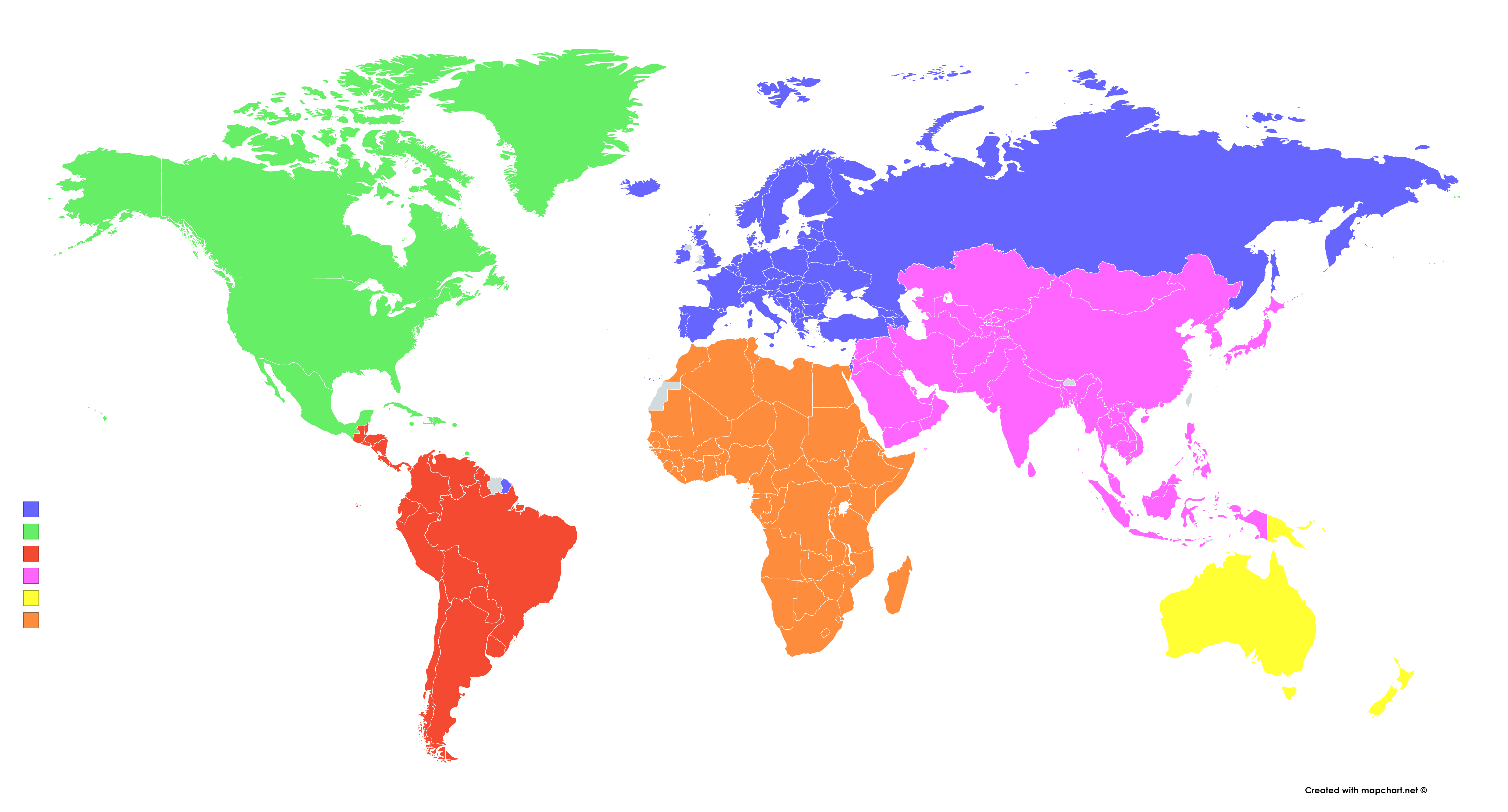
Federacions de l'IHF

A continuació se'n detallen els noms complets traduïts al català, les sigles en l'idioma original i la zona d'influència de cadascuna de les cinc federacions:
A la vegada, dins de cada federació hi ha associacions que representen països o altres territoris. Normalment, hi ha una sola associació per país o territori, i en cas que n'hi hagi més, només una pot estar afiliada a la seva federació. En certs casos aquestes associacions principals tenen afiliades altres associacions menors per ajudar en l'organització de l'esport. Cada associació organitza l'handbol de la seva zona independentment de la federació, però en alguns casos, por exemple per classificar clubs en tornejos internacionals, aquests clubs han d'estar avalats per l'associació davant la federació.

## Campionats més importants

### Seleccions
A nivell de seleccions nacionals, el torneig més important és el Campionat Mundial d'Handbol, que es disputa des del 1938. A partir del 1957 també hi participen les seleccions femenines, en una competició diferenciada.
La primera copa del món es va disputar el 1938 en la modalitat de grup amb 4 participants (Alemanya, Àustria, Suècia i Dinamarca), i Alemanya es va proclamar campiona després d'haver guanyat tots tres partits.
Entre les federacions continentals de l'IHF, el torneig més destacat és el Campionat Europeu d'Handbol.

### Clubs
A cada país els clubs d'handbol s'inscriuen en associacions o lligues que organitzen tornejos oficials entre ells, d'on sorgeixen els campions i se seleccionen els equips que participaran en les competicions internacionals. No existeix un sistema únic de tornejos i cada lliga nacional els organitza a la seva manera. Les lligues més destacades són la Lliga ASOBAL i la Lliga alemanya d'handbol.
A nivell continental la competició amb més prestigi és la Copa d'Europa d'handbol. També destaquen les competicions europees: la Recopa d'Europa, la Copa EHF i la Challenge Cup, en ordre d'importància.

## Altres modalitats
A part del ja mencionat handbol d'onze, existeixen altres modalitats d'handbol creades recentment per poder portar l'esport i la diversió que aquest suposa a nous àmbits.

### Handbol platja

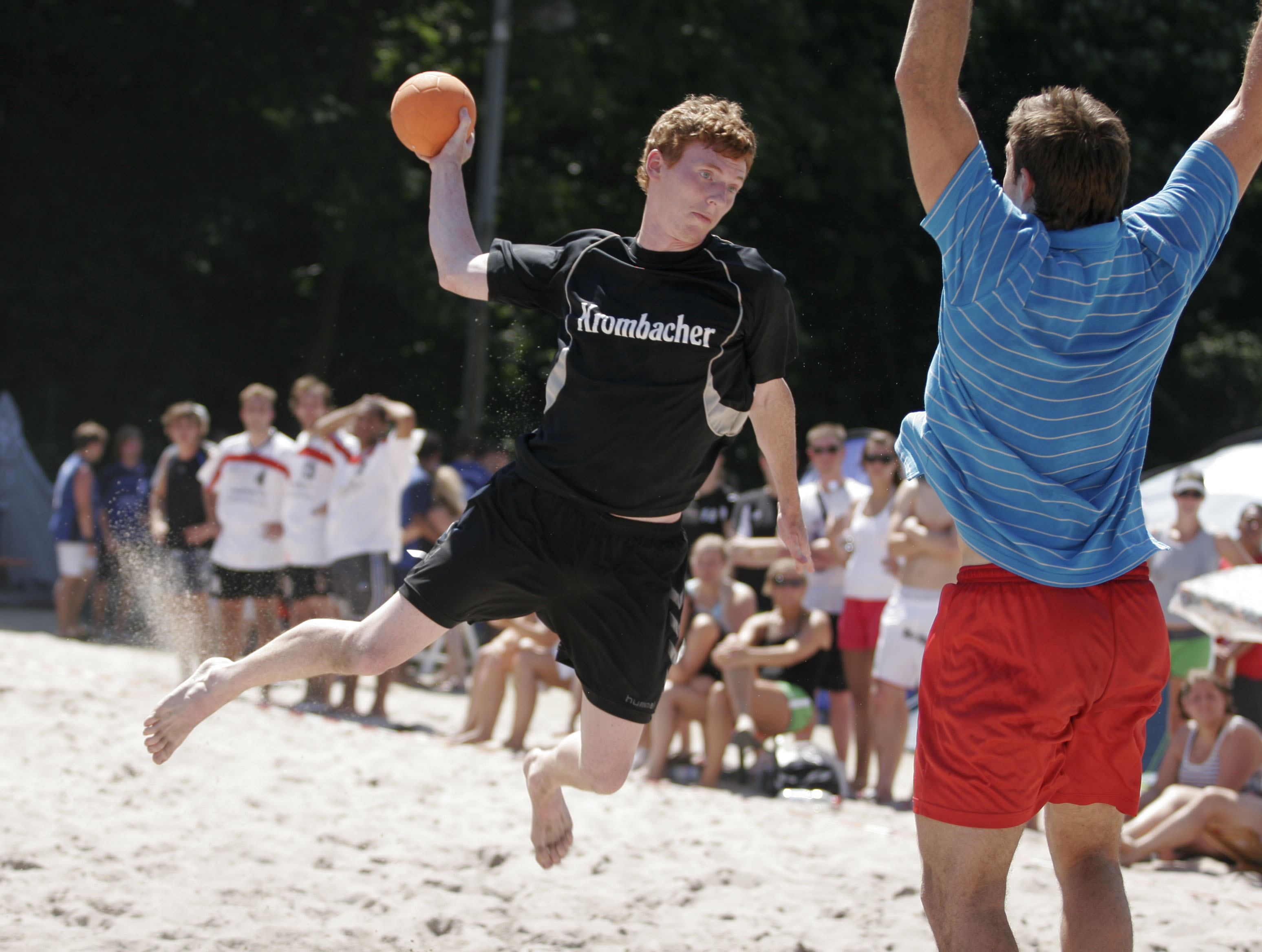
Escena d'un contraatac en handbol platja.

L'handbol platja mostra força similituds amb l'handbol tradicional, la principal diferència rau en el fet que no es pot fer botar la pilota i s'ha de passar abans de fer 3 passes. Hi participen dos equips de quatre jugadors, comptant el porter, que si marca val 2 punts. Es juga en un camp d'uns 27 per 12 metres que està totalment cobert de sorra.
Cada partit consta de dues parts de 10 minuts cada una i el resultat es comptabilitza independentment, si aconsegueixes vèncer en les dues parts, guanyaràs 2-0, però si cada equip guanya una part, el partit es decideix amb el sistema de llançament de penals. Les faltes s'han de treure des del punt on han estat comeses i els jugadors no poden estar a menys d'un metre del llançador. Si un jugador queda exclòs no podrà tornar a entrar al camp i un altre del mateix equip hi podrà entrar un cop el seu equip hagi recuperat la possessió de la pilota.
Pels canvis, els jugadors seuran a l'exterior de la línia lateral, cadascun a la part corresponent al seu camp, i podran canviar-se un nombre il·limitat de vegades.
La competició més important actualment és el Mundial d'Handbol Platja, que es disputa sota la regulació de l'IHF.

### Minihandbol

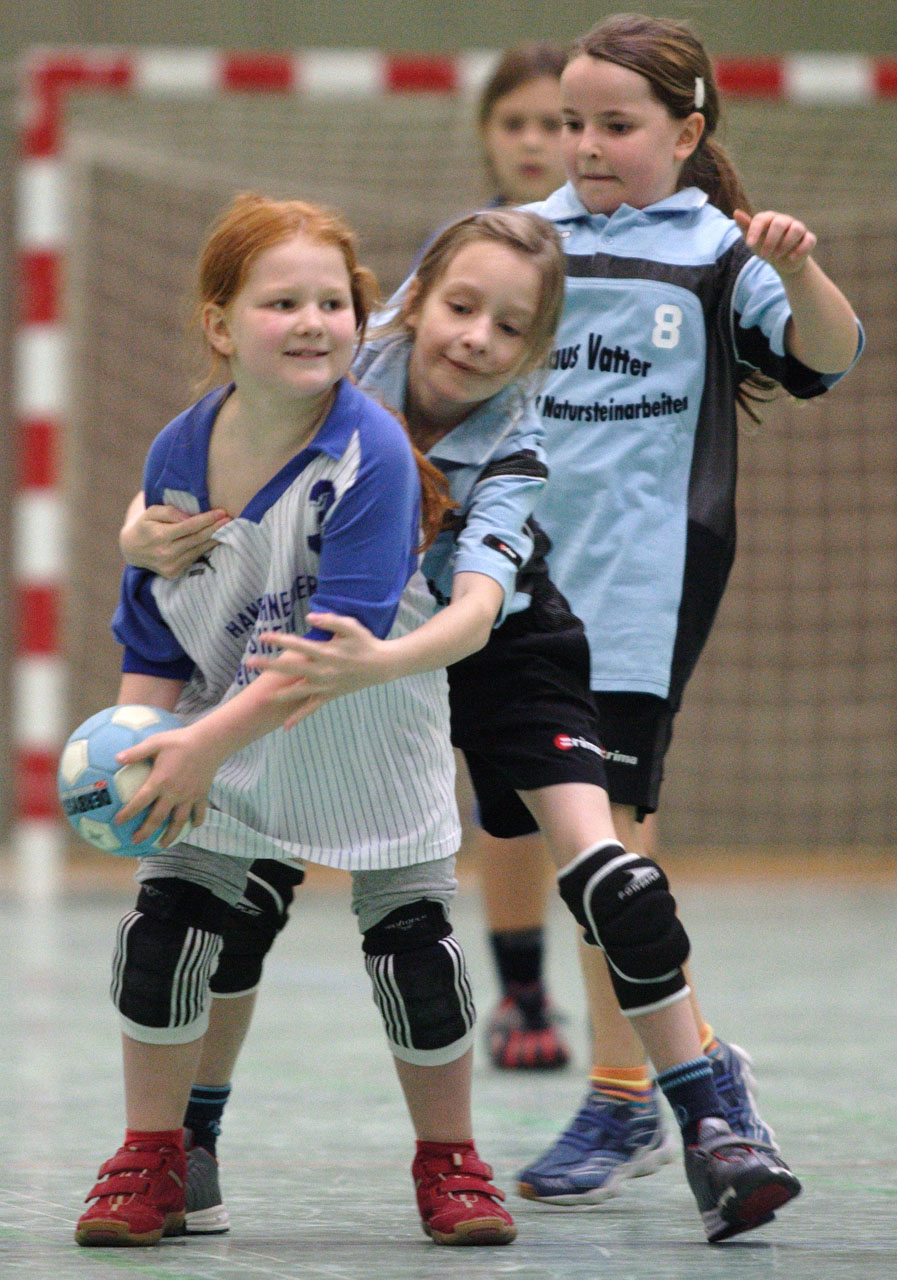
Nenes practicant l'handbol.

El minihandbol es juga entre dos equips de 5 jugadors cadascun, comptant el porter, encara que aquest ha de ser substituït en cada part. A més, com que aquest és un joc dirigit als nens, tots ells han de participar en algun moment del partit. Es juguen quatre parts de 10 minuts, tenint 6 minuts de descans entre la segona i la tercera part, i 2 entre la resta.
L'esport es practica sobre una superfície sòlida d'uns 20 per 13 metres, i també es redueixen les mides de les àrees. La porteria es rebaixa fins a 1,60 metres en el cas de la categoria benjamí o 1,80 metres si és aleví. Des de la línia de meta fins a l'àrea hi ha 5 metres i el punt de penal es troba a 6 metres.
La pilota utilitzada pels nens depèn de la seva categoria, 44 cm de diàmetre per benjamins i 48 per alevins. En defensa no es poden utilitzar les defenses mixtes (defenses individuals a un jugador) i no es pot utilitzar cap substància de subjecció per la pilota. El resultat final té un màxim de dos punts per equip, ja que cada dues parts es comptabilitzen independentment i es dona un punt a l'equip guanyador.
Aquest tipus d'esport no té representacions internacionals, ja que només és practicat per l'ensenyança de l'handbol comú entre nens de diferents clubs.